# Otto Grotewohl
Otto Grotewohl (Brunswick, 11 de marzo de 1894 - Berlín Este, 21 de septiembre de 1964) fue un político alemán, militante socialdemócrata, primero, y comunista después. Es conocido por haber sido el primer jefe de gobierno de la República Democrática Alemana (RDA), así como primer líder del Partido Socialista Unificado de Alemania (SED) junto a Wilhelm Pieck.

## Biografía
Grotewohl nació en la ciudad de Brunswick (entonces en la provincia de Hannover) el 11 de marzo de 1894, siendo su padre un maestro sastre.
Miembro desde muy joven del Partido Socialdemócrata de Alemania (SPD), fue diputado del Reichstag entre 1920 y 1933, año en el que Adolf Hitler subió al poder. Debido a la represión nazi, fue detenido en varias ocasiones y en diversos momentos estuvo internado en campos de concentración. Después de macharse de Brunswick, se trasladó a Hamburgo y finalmente se instaló en Berlín. Hacia el final de la Segunda Guerra Mundial, en 1945 logró evitar ser reclutado por las autoridades nazis para cumplir servicio en el Volkssturm.
Tras el final de la Segunda Guerra Mundial, en 1945 Grotewohl se convirtió en el líder de los socialdemócratas en la zona de ocupación soviética y acabó conduciendo a la sección oriental del SPD hacia la unión con el Partido Comunista de Alemania (KPD), algo a lo que se oponía el líder del SPD, Kurt Schumacher. En 1946 se produjo la unificación entre ambos movimientos en el nuevo Partido Socialista Unificado de Alemania (SED), que con los años se convertiría en el partido gobernante de la Alemania oriental.
Desde esa fecha hasta 1950 ocupó la secretaría general del SED junto a Wilhelm Pieck, y tras la creación de la República Democrática Alemana (RDA) en 1949 fue nombrado Presidente del Consejo de Ministros, ocupando la Jefatura del gobierno de la Alemania oriental hasta la fecha de su fallecimiento. 
En 1960 a Grotewohl se le diagnosticó una leucemia. Por este motivo, desde 1961 no estuvo muy activo en su puesto al estar recibiendo tratamientos médicos en la Unión Soviética. El 23 de septiembre de 1964 murió en su casa, debido a un derrame cerebral.

## Familia

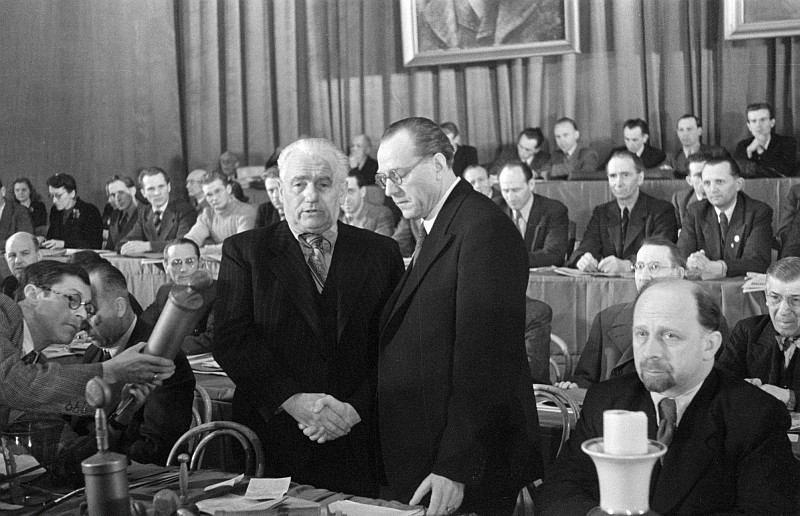
Grotewohl junto a Wilhelm Pieck y Walter Ulbricht (1946).

Grotewohl estuvo casado con Marie Martha Luise desde 1919 a 1949; la pareja tuvo dos hijos. En 1949 se volvió a casar, contrayendo matrimonio con su secretaria. Uno de sus hijos, Hans Grotewohl (1924–1999), fue un arquitecto enviado por la RDA a Corea del Norte para ayudar en la reconstrucción de la ciudad de Hamhung.

## Condecoraciones
- Orden de Karl Marx
- Orden de Lenin